# Sanvincenti
Sanvincenti (in croato istriano Savičenta, in croato ufficiale battezzato in Svetvinčenat) è un comune istriano (Croazia) di 2 183 abitanti, situato nella parte centro-meridionale dell'Istria.

## Geografia
Sanvincenti è situato nell'Istria centrale, 30 km a nord di Pola.

## Storia
L'insediamento nasce nell'Alto Medioevo con la fondazione dell'abbazia benedettina di San Vincenti.

## Monumenti e luoghi d'interesse

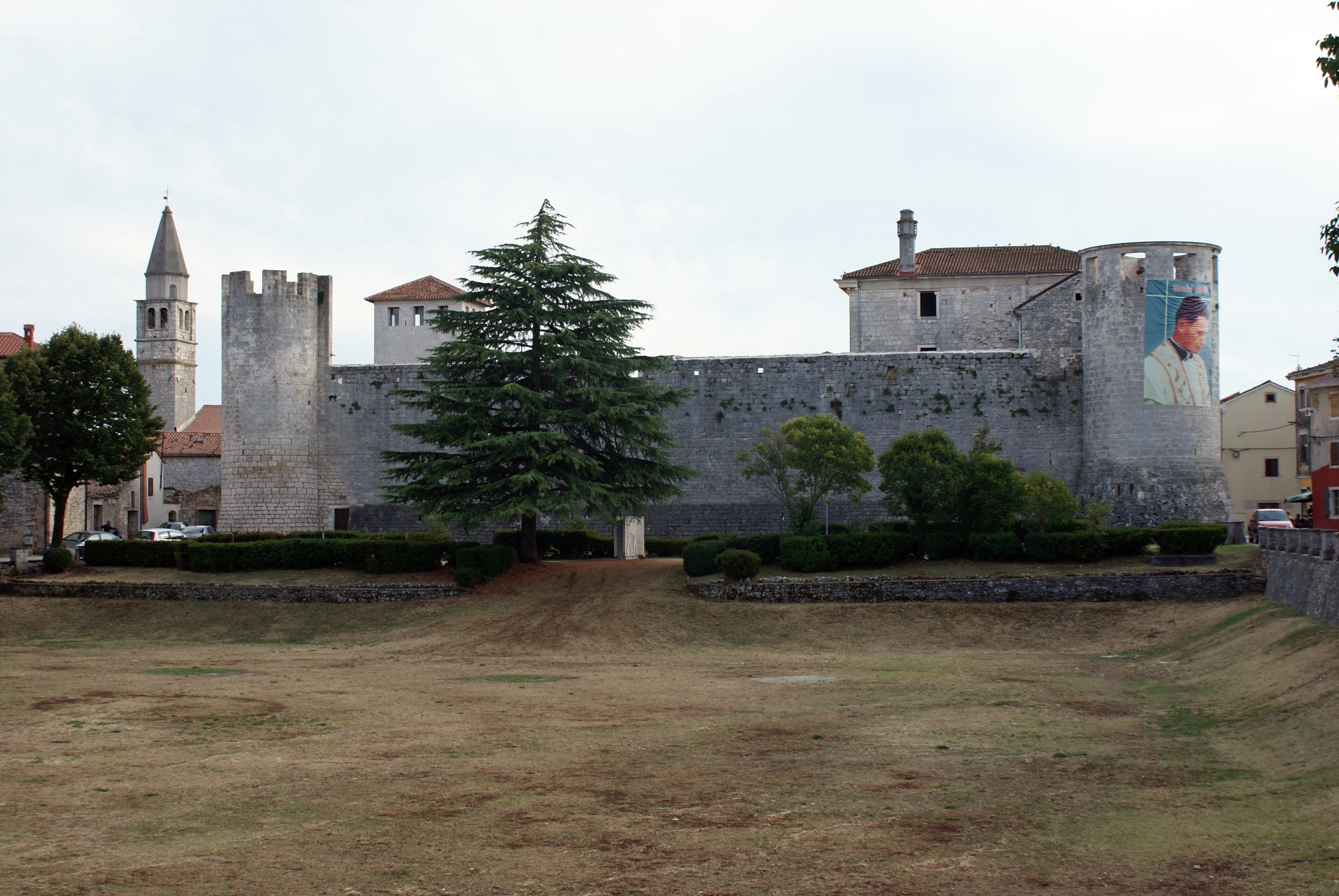
Castello Grimani-Morosini

- Castello Grimani-Morosini Castello Morosini-Grimani, costruito dalla famiglia Morosini nel XIV secolo e ricostruito nel 1589;
- Chiesa di Nostra Signora dell'Annunciazione, ricostruita nelle forme attuali nella metà del XVI secolo;
- Loggia, del XVIII secolo;
- Chiesa di San Vincenzo, del XII secolo con affreschi di Ognibene da Treviso;
- Cappella di Sant'Antonio
- Cappella di San Rocco

## Società

### Etnie e minoranze straniere
Secondo il censimento del 1921, la popolazione di Sanvincenti era così distribuita etnicamente:
| Paese       | totale abitanti | italiani | croati |
| ----------- | --------------- | -------- | ------ |
| Sanvincenti | 536             | 498      | 38     |
| Boccordici  | 305             | 232      | 73     |
| Radigosa    | 591             | 473      | 118    |
| Resanzi     | 461             | 348      | 113    |
| Smogliani   | 696             | 590      | 106    |
| Stocchetti  | 178             | 126      | 52     |
| Zabronici   | 338             | 299      | 39     |

L'82,64% della popolazione era italiana mentre la restante parte era croata. È da ricordare inoltre che quasi tutti gli abitanti di lingua croata era in grado di parlare l'italiano, diversamente pochi italiani sapevano parlare il croato.

### La presenza autoctona di italiani
È presente una comunità di italiani autoctoni che rappresentano una minoranza residuale di quelle popolazioni italofone che abitarono per secoli ed in gran numero, la penisola dell'Istria e le coste e le isole del Quarnaro e della Dalmazia, territori che furono della Repubblica di Venezia. La presenza degli italiani a Sanvincenti è drasticamente diminuita in seguito all'esodo giuliano dalmata, che avvenne dopo la seconda guerra mondiale e che fu anche cagionato dai "massacri delle foibe".

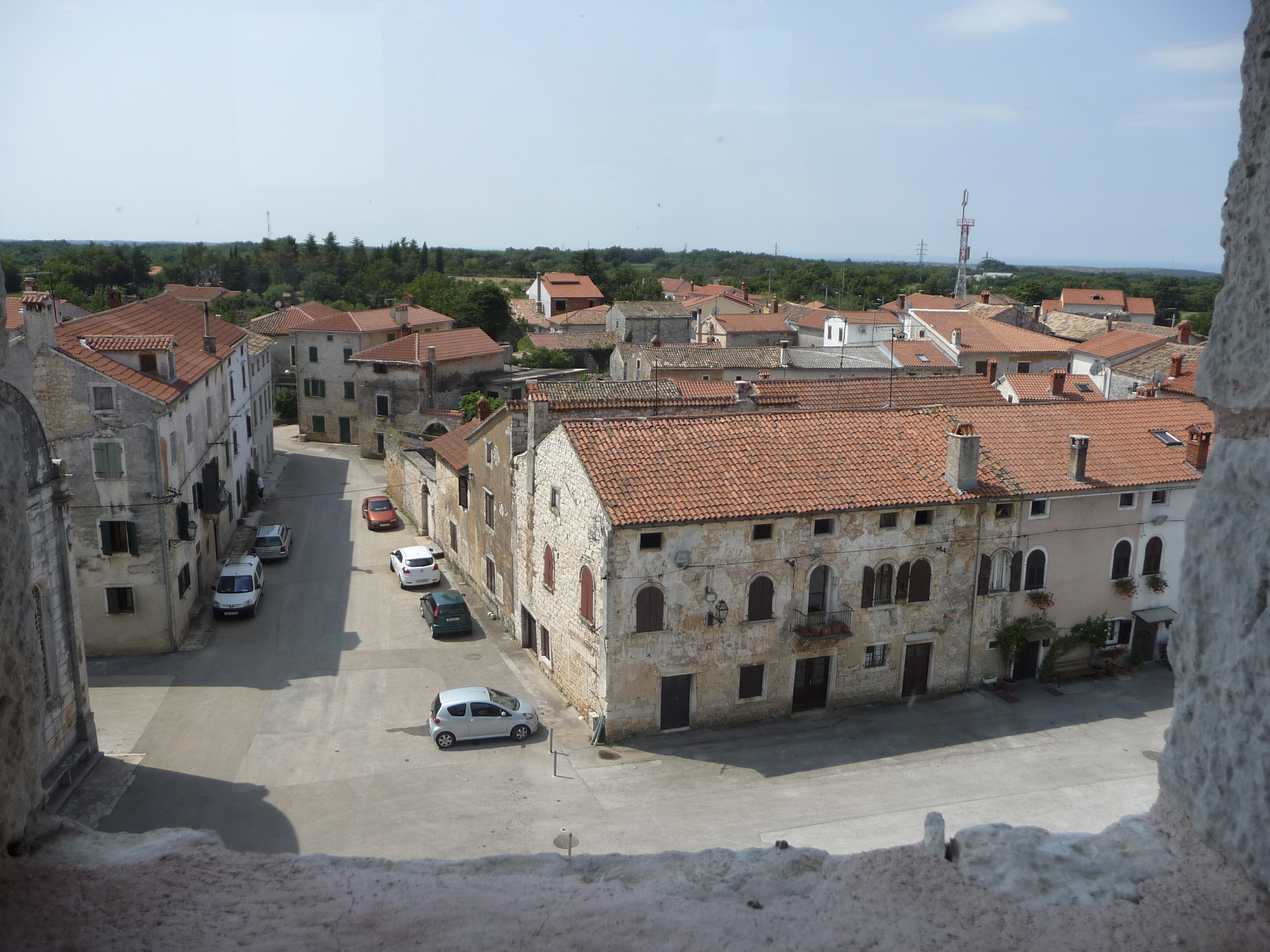

Conseguentemente all'esodo di massa della popolazione italiana dopo la seconda guerra mondiale (specialmente nel 1949 con la creazione delle Zadruge-cooperative agricole di ispirazione sovietica) questo borgo istriano cambiò in parte la sua struttura etnica e nazionale a favore dei croati del contado. Sanvincenti è oggi un comune croato, con un piccolissimo nucleo italiano.

### Lingue e dialetti
| %      | Ripartizione linguistica (gruppi principali) |
| ------ | -------------------------------------------- |
| 97,16% | madrelingua croata                           |
| 1,17%  | madrelingua italiana                         |

| %      | Ripartizione linguistica (gruppi principali) |
| ------ | -------------------------------------------- |
| 96,32% | madrelingua croata                           |
| 1,68%  | madrelingua italiana                         |

## Località
Il comune di Sanvincenti è diviso in 22 insediamenti:
| - Bibici (Bibići) - Bercani (Berhanići) - Boccordi (Bokordići) - Boscari (Boškari) - San Bricio (Bričanci) - Butcovici (Butkovići) - Zuccari (Cukrići) - Zabroni (Čabrunići) - Folli (Foli) - Roveria (Juršići) - Cranzetti (Kranjčići) | - Paicovi (Pajkovići) - Peresio (Peresiji) - Radigosa (Pusti) - Rapogni (Raponji) - Resanci (Režanci) - Salambati (Salambati) - Smogliani (Smoljanci) - Sanvincenti (Savičenta), sede comunale - Stanzia Malusa (Stancija Malusa) - Stocozzi (Štokovci) - Toffolini (KraseTofulini) - Marchetti (Krase Marketi) |